# Брустолон, Андреа
Андреа Брустолон (итал. Andrea Brustolon; 20 июля 1662, Беллуно, Венето — 25 октября 1732, Беллуно) — итальянский скульптор, резчик по дереву и мебельный мастер эпохи барокко.

## Биография
Андреа родился в семье Якопо и Марии Ореньи 20 июля 1662 года в городке Беллуно венецианской области. Его отец Джакомо Брустолон (1638—1709), скульптор и резчик по дереву, дал ему первые уроки искусства (последние данные ставят эти сведения под сомнение, поскольку отец, как записано в документах, был портным). В 1677 году отец отправил сына в Венецию, где Андреа стал учеником скульптора Филиппо Пароди. Вскоре после этого Андреа Брустолон совершил поездку в Рим. Затем он вернулся в Венецию. Он создавал скульптуры и предметы мебели из резного и позолоченного дерева для венецианских церквей и по заказам частных лиц: подставки для ваз, кресла, различные предметы и детали оформления жилого и дворцового интерьера.
Около 1720 года Андреа вернулся в родной город, открыл там мастерскую и магазин, приобретя многочисленных подражателей среди мастеров Беллуно. Произведения этого периода (в том числе деревянные алтари) сохраняются до настоящего времени в маленьких городках провинции Венето. Успех мастерской Брустолона был столь велик, что почти вся качественная резьба по дереву в стиле барокко в Венеции и области Венето в то или иное время приписывалась Брустолону. Производимая им мебель включала кресла с фигурными деталями, точёными и резными ножками, спинками и локотниками, «арапские» геридоны (круглые столики на одной фигурной ножке), рамы для зеркал, высокие подставки для канделябров, в которых мастер варьировал темы кариатиды или теламона. Мастерская Брустолона производила также шкафы и кабинеты (тип мебели) с интарсиями из мрамора, мебель из орехового дерева, самшита и чёрного, эбенового дерева.
Сохранились, полностью или частично, гарнитуры мебели и скульптурных украшений, выполненные по заказам знатных венецианских семей, например семьи Веньер-ди-Сан-Вио: набор из сорока скульптурных произведений, которые можно увидеть в «Зале Брустолон» (Sala di Brustolon) в Ка-Реццонико в Венеции, семьи Пизани на вилле Пизани в Стра, членов семьи Коррер и других.
«Мебель Коррер» украшена резными из дерева фигурами обнажённых женщин, вытянутых вдоль локотников кресел. По заказу Пизани мастер создал дорогой гарнитур из двенадцати стульев, представляющих знаки зодиака с резными цветами, фруктами, листьями и ветвями, которые символизируют времена года и двенадцать месяцев. Это произведение Брустолона ныне находится в Палаццо Квиринале в Риме. Комната Квиринальского дворца, где ранее хранились двенадцать стульев, также называется «Зал Брустолон» (в настоящее время знаменитая мебель перенесена в «Зал Зодиако»).
В 1685 году Брустолон вернулся в дом, где он родился, в Беллуно, и с того времени посвятил себя в основном культовой скульптуре из орехового дерева, самшита или слоновой кости. Мастер скончался 25 октября 1732 года и был похоронен в Беллуно, в церкви Сан-Пьетро, но его могила была утеряна во время ремонтных работ, проведённых в 1831 году. Его дом, здание пятнадцатого века, расположен в Беллуно на виа Меццатерра рядом с аллеей, ведущей к ближайшей церкви Сан-Пьетро. На северной стене дома в 1891 году была установлена мемориальная доска, напоминающая о том, что здесь родился и умер художник.
У Брустолона было много подражателей, работавших в его стиле. Так, с 1860-х годов венецианский скульптор Валентино Панчьера Бесарел (1829—1902) изготавливал кресла с мягкой обивкой в «стиле брустолон».
Оноре де Бальзак в романе «Кузен Понс» (1847) назвал мастера: «Микеланджело дерева» (le Michel-Ange du bois).

## Галерея

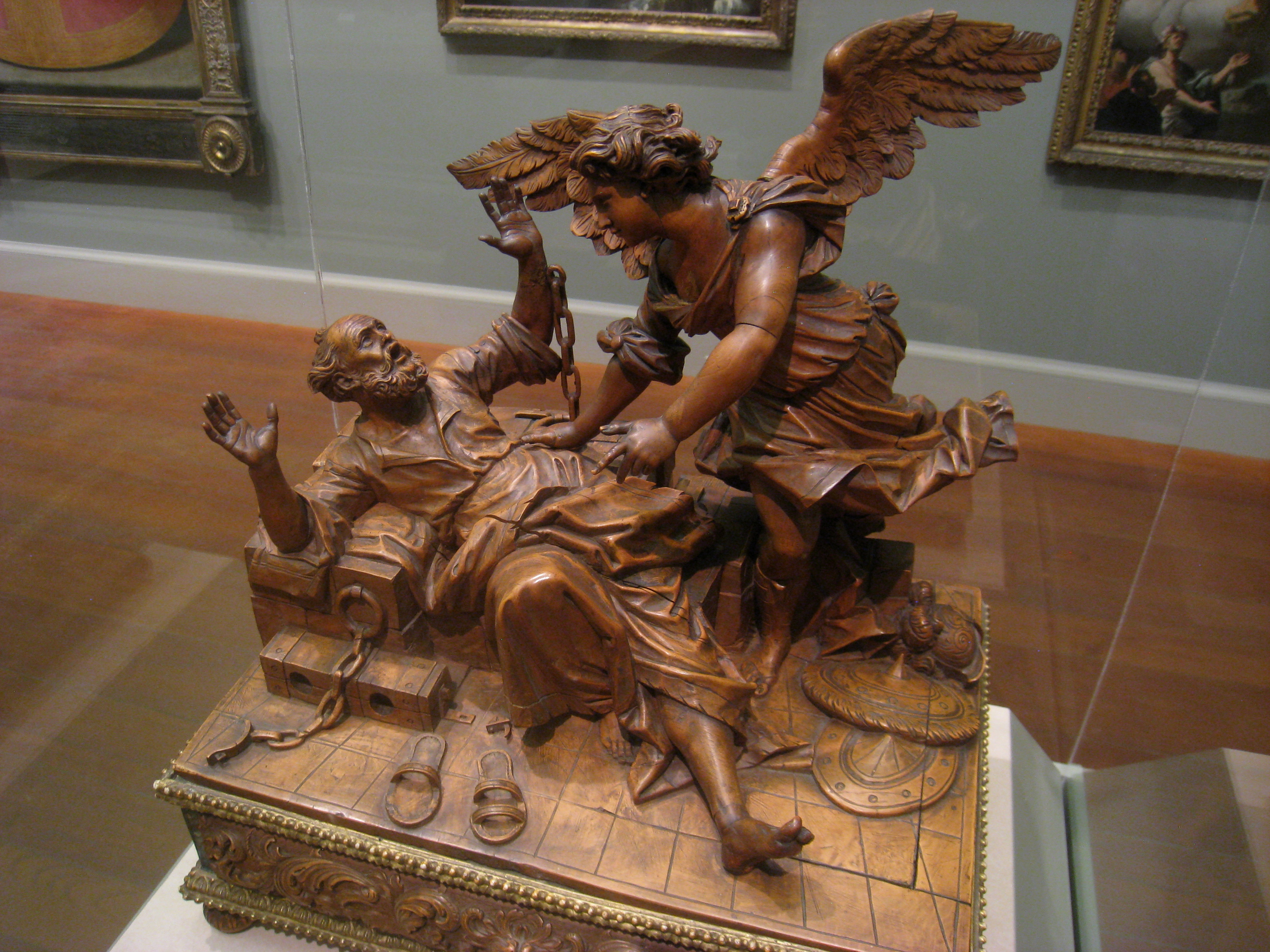
Ангел освобождает Святого Петра из темницы. Орех, резьба. Вустерский музей искусств, Массачусетс, США
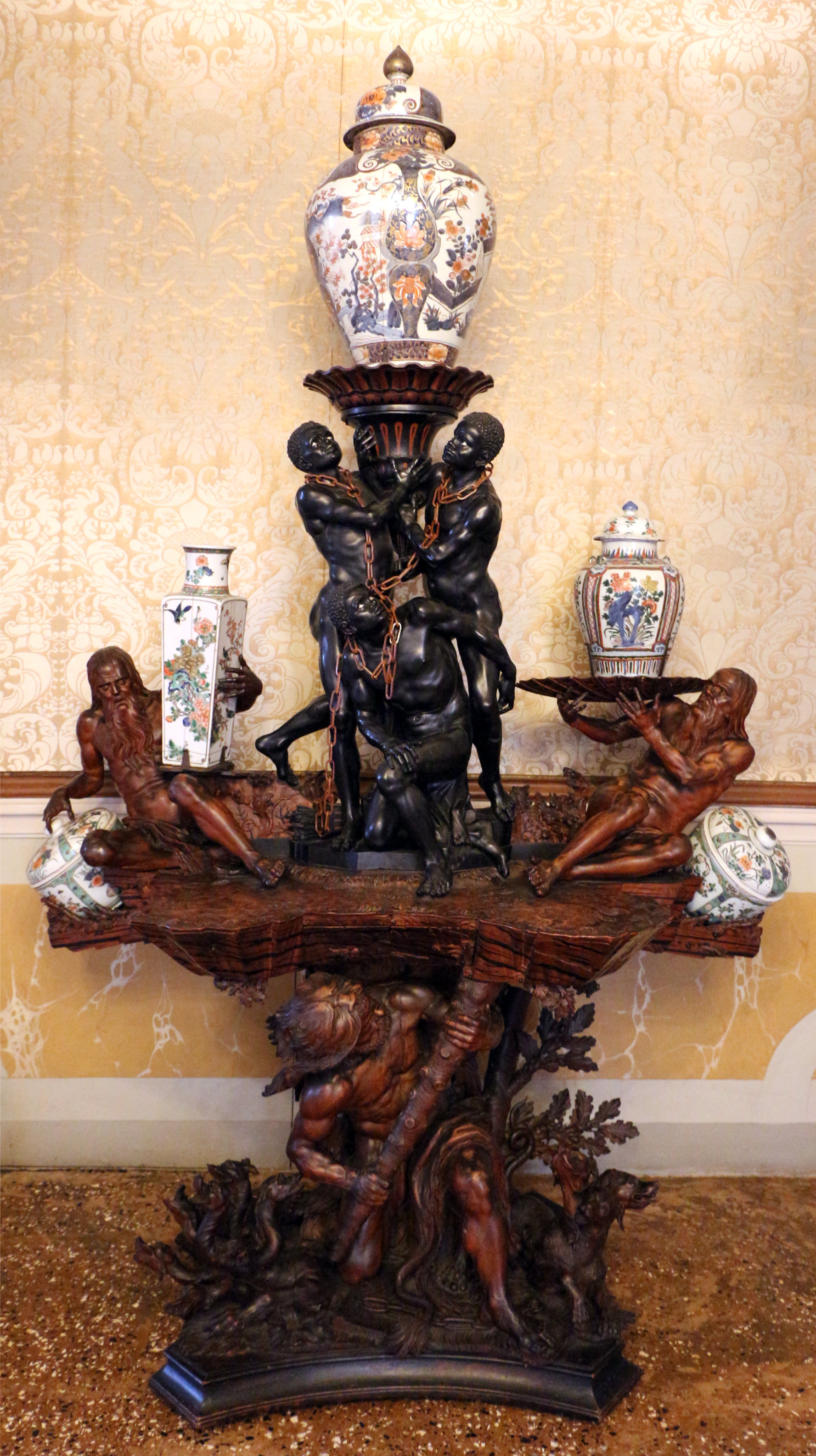
Консоль (подставка для ваз) «скьявони» (с невольниками). 1700—1706. Чёрное дерево, резьба, инкрустация, роспись. Ка-Реццонико, Венеция
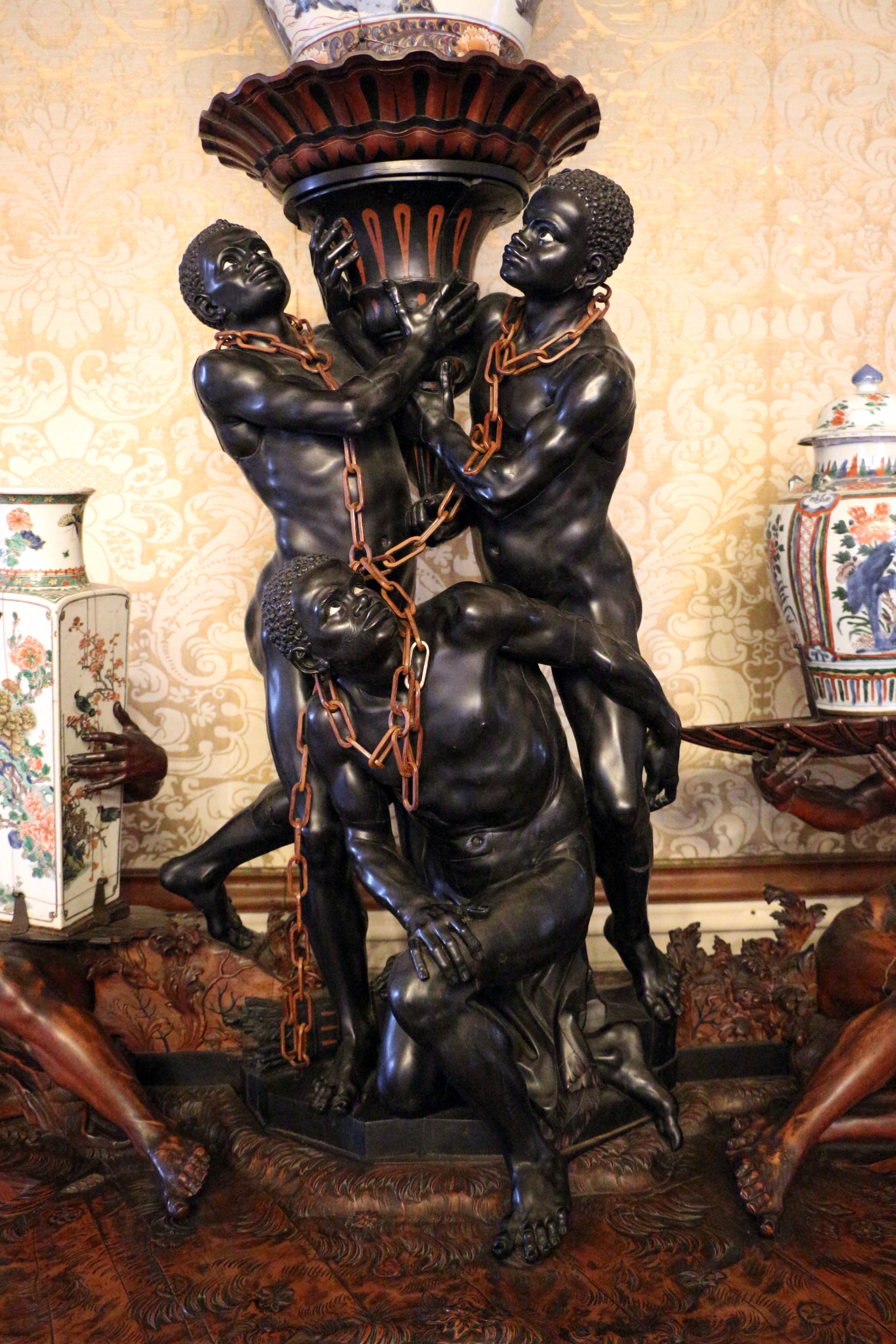
Консоль (подставка для ваз) «скьявони» (с невольниками). Деталь
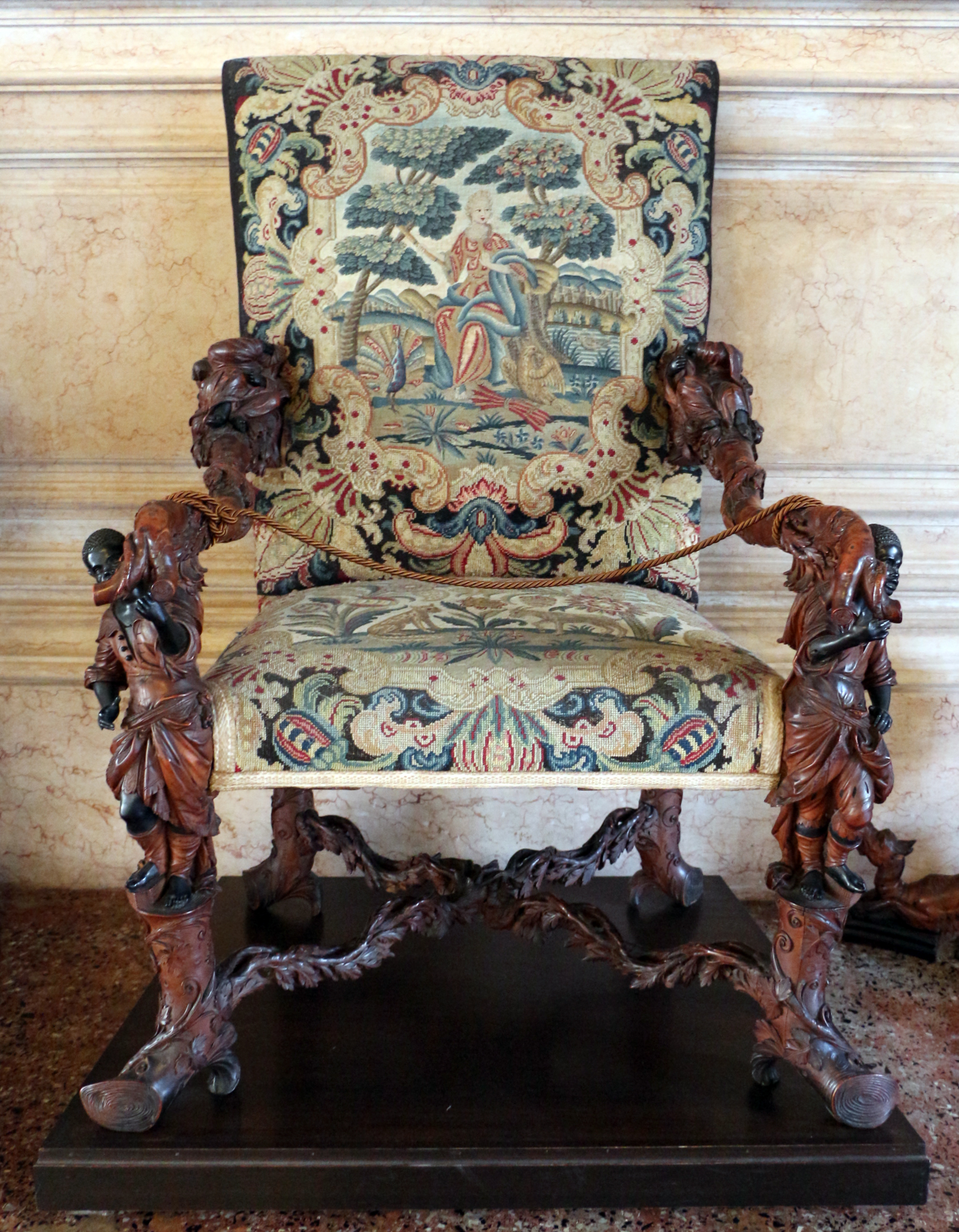
Кресло. 1700—1715. Ка-Реццонико, Венеция
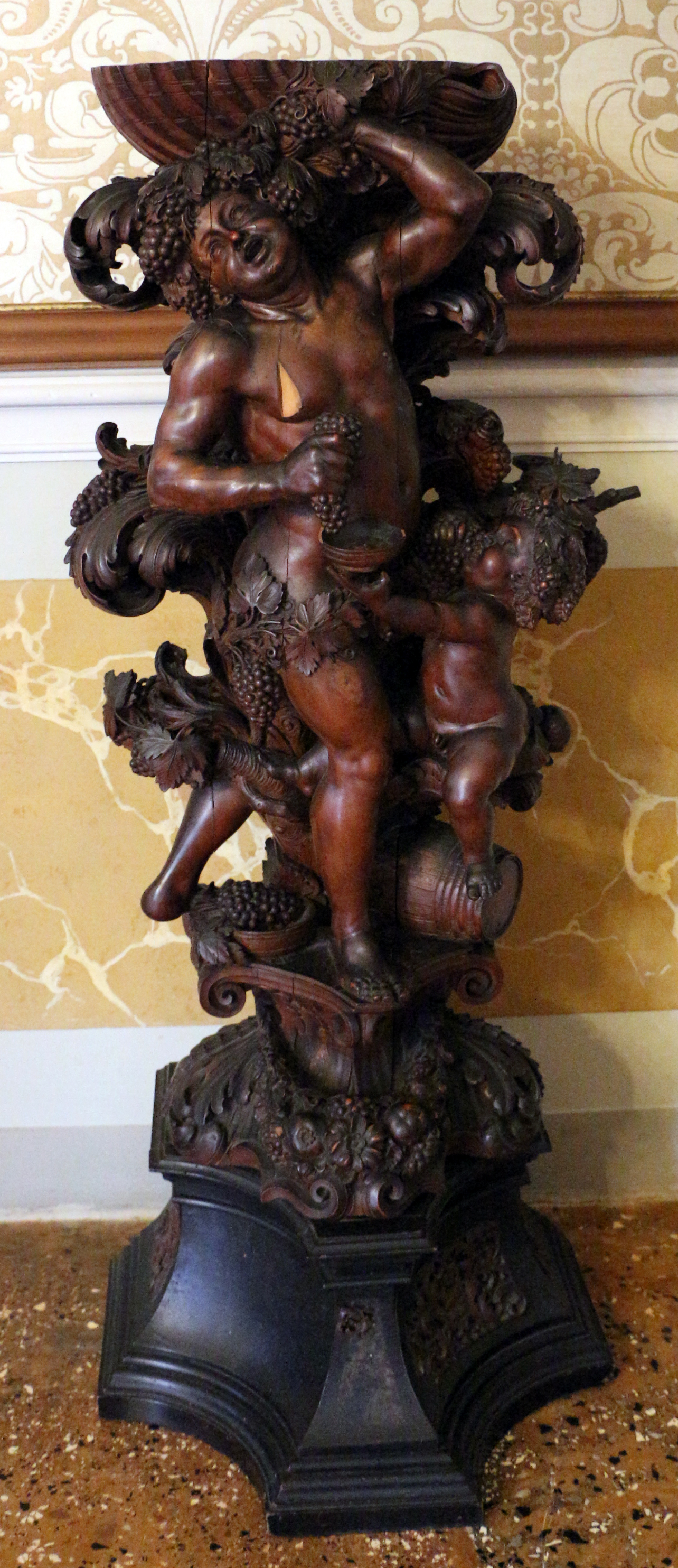
Подставка для вазы. 1700—1710. Орех, резьба. Ка-Реццонико, Венеция
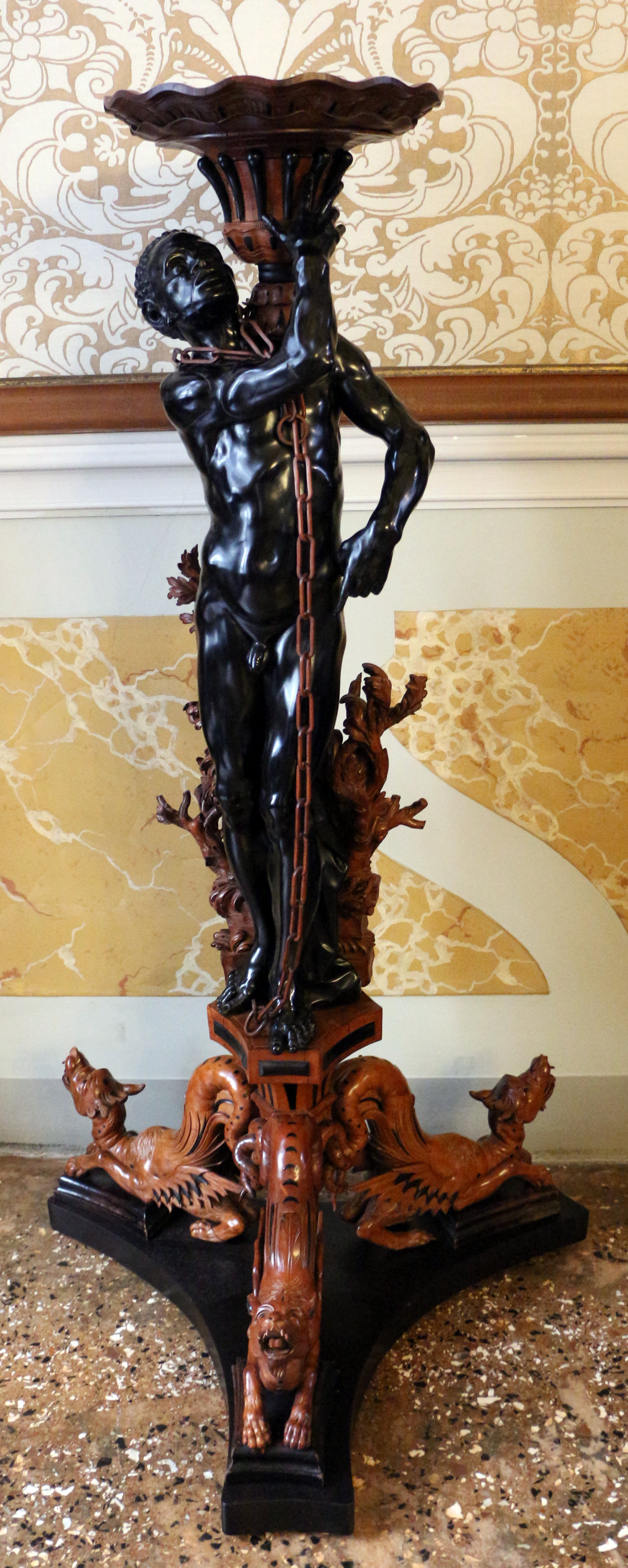
Подставка для вазы. 1700—1710. Орех, резьба. Ка-Реццонико, Венеция